# Philenora chionastis
Philenora chionastis là một loài bướm đêm thuộc phân họ Arctiinae, họ Erebidae.